# Lima Challenger
Il Lima Challenger, noto anche con il nome Lima Challenger Copa Claro, è un torneo professionistico di tennis giocato sui campi in terra rossa del Centro Promotor de Tenis de Miraflores di Lima, in Perù. Fa parte dell'ATP Challenger Tour e si gioca annualmente dal 1994. L'edizione 2021, con la vittoria di Dellien in finale, faceva parte del circuito Legión Sudamericana creato per aiutare lo sviluppo professionale dei tennisti sudamericani.
Juan Ignacio Chela e Cristian Garín hanno vinto il titolo del singolare due volte. Sergio Galdós, tennista locale ha il record di vittorie nel doppio 3, e anche quello per disciplina. Guido Pella nel 2007 e Pablo Cuevas nel 2014 hanno vinto sia il singolare che il doppio.

## Albo d'oro

### Singolare
| Anno       | Campione                 | Finalista               | Punteggio        |
| ---------- | ------------------------ | ----------------------- | ---------------- |
| 2025       | Juan Carlos Prado Ángelo | Gonzalo Bueno           | 6–4, 7–5         |
| 2024 (2)   | Vít Kopřiva              | Elmer Møller            | 6–3, 7–6(3)      |
| 2024       | Juan Manuel Cerúndolo    | Pedro Boscardin Dias    | 6–4, 6–3         |
| 2023 (2)   | Luciano Darderi          | Mariano Navone          | 4–6, 6–3, 7–5    |
| 2023       | Álvaro Guillén Meza      | Blaise Bicknell         | 7–6(3), 6–1      |
| 2022 (2)   | Daniel Altmaier          | Tomás Martín Etcheverry | 6–1, 6(4)–7, 6–4 |
| 2022       | Camilo Ugo Carabelli     | Thiago Agustín Tirante  | 6–2, 7–6(4)      |
| 2021 (2)   | Nicolás Jarry            | Juan Manuel Cerúndolo   | 6–2, 7–5         |
| 2021       | Hugo Dellien             | Camilo Ugo Carabelli    | 6–3, 7–5         |
| 2020       | Daniel Elahi Galán       | Thiago Agustín Tirante  | 6–1, 3–6, 6–3    |
| 2019       | Thiago Monteiro          | Federico Coria          | 6–2, 6(7)–7, 6–4 |
| 2018       | Cristian Garín (2)       | Pedro Sousa             | 6–4, 6–4         |
| 2017       | Gerald Melzer            | Jozef Kovalík           | 7–5, 7–6(4)      |
| 2016       | Cristian Garín (1)       | Guido Andreozzi         | 3–6, 7–5, 7–6(3) |
| 2015       | Gastão Elias             | Andrej Martin           | 6–2, 7–6(4)      |
| 2014       | Guido Pella              | Jason Kubler            | 6–2, 6–4         |
| 2013       | Horacio Zeballos         | Facundo Bagnis          | 6(4)–7, 6–3, 6–3 |
| 2012       | Guido Andreozzi          | Facundo Argüello        | 6–3, 6(6)–7, 6–2 |
| 2011 2010  | Non disputato            | Non disputato           | Non disputato    |
| 2009       | Eduardo Schwank          | Jorge Aguilar           | 7–5, 6–4         |
| 2008       | Martín Vassallo Argüello | Sergio Roitman          | 6–2, 4–6, 6–4    |
| 2007       | Pablo Cuevas             | Marcos Daniel           | 0–6, 6–4, 6–3    |
| 2006- 2002 | Non disputato            | Non disputato           | Non disputato    |
| 2001       | Juan Ignacio Chela (2)   | Marcos Daniel           | 6–2, 1–0 ritiro  |
| 2000       | Guillermo Coria          | Juan Antonio Marín      | 6–0, 7–6(7)      |
| 1999       | Juan Ignacio Chela (1)   | Jiří Vaněk              | 6–2, 7–5         |
| 1998       | Stefan Koubek            | Juan Ignacio Chela      | 6–3, 2–6, 6–0    |
| 1997       | Tomas Nydahl             | Oliver Gross            | 4–6, 6–0, 6–4    |
| 1996       | Non disputato            | Non disputato           | Non disputato    |
| 1995       | Jiří Novák               | Nicolás Lapentti        | 7–6, 6–3         |
| 1994       | Christian Ruud           | Hernán Gumy             | 3–6, 7–5, 6–3    |

### Doppio
| Anno       | Campioni                              | Finalisti                                             | Punteggio            |
| ---------- | ------------------------------------- | ----------------------------------------------------- | -------------------- |
| 2025       | Boris Arias Federico Zeballos         | Sekou Bangoura Roy Stepanov                           | 6–2, 1–6, [12–10]    |
| 2024 (2)   | Karol Drzewiecki Piotr Matuszewski    | Luís Britto Gustavo Heide                             | 7–5, 6–4             |
| 2024       | Hady Habib Trey Hilderbrand           | Pedro Boscardin Dias Pedro Sakamoto                   | 7–5, 6–3             |
| 2023 (2)   | Mateus Alves Eduardo Ribeiro          | Nicolás Barrientos Orlando Luz                        | 3–6, 7–5, [10–8]     |
| 2023       | Gonzalo Bueno Daniel Vallejo          | Ignacio Buse Jorge Panta                              | 6–4, 6–2             |
| 2022 (2)   | Jesper de Jong Max Houkes             | Guido Andreozzi Guillermo Durán                       | 7–6(6), 3–6, [12–10] |
| 2022       | Ignacio Carou Facundo Mena            | Orlando Luz Camilo Ugo Carabelli                      | 6–2, 6–2             |
| 2021 (2)   | Sergio Galdós (3) Gonçalo Oliveira    | Marcelo Tomás Barrios Vera Alejandro Tabilo           | 6–2, 2–6, [10–5]     |
| 2021       | Julian Lenz Gerald Melzer             | Nicolás Barrientos Fernando Romboli                   | 7–6(4), 7–6(3)       |
| 2020       | Íñigo Cervantes Oriol Roca Batalla    | Collin Altamirano Vitaliy Sachko                      | 6–3, 6–4             |
| 2019       | Ariel Behar Gonzalo Escobar           | Luis David Martínez Felipe Meligeni Alves             | 6–2, 2–6, [10–3]     |
| 2018       | Guido Andreozzi Guillermo Durán       | Ariel Behar Gonzalo Escobar                           | 2–6, 7–6(5), [10–5]  |
| 2017       | Miguel Ángel Reyes Varela Blaž Rola   | Gonçalo Oliveira Grzegorz Panfil                      | 7–5, 6–3             |
| 2016       | Sergio Galdós (2) Leonardo Mayer      | Ariel Behar Gonzalo Lama                              | 6–2, 7–6(7)          |
| 2015       | Andrej Martin Hans Podlipnik-Castillo | Rogério Dutra da Silva João Souza                     | 6–3, 6–4             |
| 2014       | Sergio Galdós (1) Guido Pella         | Marcelo Demoliner Roberto Maytín                      | 6–3, 6–1             |
| 2013       | Andrés Molteni Fernando Romboli       | Marcelo Demoliner Sergio Galdós                       | 6–4, 6–4             |
| 2012       | Facundo Argüello Agustín Velotti      | Claudio Grassi Luca Vanni                             | 7–6(4), 7–6(5)       |
| 2011 2010  | Non disputato                         | Non disputato                                         | Non disputato        |
| 2009       | Martín Alund Juan-Martín Aranguren    | Cristóbal Saavedra-Corvalán Guillermo Rivera-Aranguiz | 6–4, 6–4             |
| 2008       | Luis Horna Sebastián Prieto (2)       | Ramón Delgado Júlio Silva                             | 6–4, 6–4             |
| 2007       | Pablo Cuevas Eduardo Schwank          | Martín Vilarrubi Michael Quintero                     | 6–4, 6–2             |
| 2006- 2002 | Non disputato                         | Non disputato                                         | Non disputato        |
| 2001       | Enzo Artoni Daniel Melo               | José Acasuso Martín Vassallo Argüello                 | 6–2, 1–6, 7–6(7)     |
| 2000       | Gastón Etlis (2) Martín Rodríguez (2) | Juan Ignacio Chela Luis Horna                         | 6–2, 5–2 ritiro      |
| 1999       | Pablo Albano Martín García            | Mariano Hood Sebastián Prieto                         | 7–6, 3–6, 6–3        |
| 1998       | Diego del Río Martin Rodriguez (1)    | Federico Browne Eduardo Medica                        | 6–4, 7–6             |
| 1997       | Mariano Hood Sebastián Prieto (1)     | Kris Goossens Jimy Szymanski                          | 6–2, 6–1             |
| 1996       | Non disputato                         | Non disputato                                         | Non disputato        |
| 1995       | Americo Venero-Montes Jaime Yzaga     | Juan-Carlos Bianchi Tamer El Sawy                     | 6–3, 6–4             |
| 1994       | Gastón Etlis (1) Juan-Ignacio Garat   | João Cunha e Silva Nuno Marques                       | 6–4, 6–7, 7–6        |